# Лечицкий, Платон Алексеевич
Платон Алексеевич Лечицкий (18 марта 1856 — 18 февраля 1923, Москва) — русский военачальник, командующий армиями в первой мировой войне. Генерал от инфантерии (1913). Умер от голода в таганской тюрьме.

## Биография
Родился в Гродненской губернии в семье сельского священника Алексея Степановича и Софьи Александровны (урожд. Павловской) Лечицких. Его отец в 1849 году окончил Литовскую духовную семинарию по первому разряду, 14 сентября 1851 года был рукоположён в священники, служил в Гродненской епархии. Платон Лечицкий поступил в семинарию по стопам отца, но уже в 1873 году был уволен из 1 класса как не явившийся в течение целого учебного года. 25 марта 1877 года юноша поступил на военную службу рядовым на правах самоопределяющегося 3-го разряда в 7-й гренадерский Самогитский генерал-адъютанта графа Тотлебена полк, расквартированный в Москве. И уже 7 августа того же года его командировали на учебу в Варшавское пехотное юнкерское училище. Будущий полководец окончил его по 2-му разряду в 1879 году и получил чин подпрапорщика. 22 октября 1879 года он начал службу в 39-м пехотном резервном кадровом батальоне, дислоцировавшемся в Брест-Литовске. 26 августа 1880 года был произведен в прапорщики. 12 февраля 1881 г. — в подпоручики, 8 ноября 1887 г. — в штабс-капитаны и 11 декабря 1889 г. — в капитаны. В этом чине 18 февраля 1891 года Лечицкий был переведен в 6-й Восточно-Сибирский линейный батальон, а 22 июня 1892 года — в 5-й Восточно-Сибирский стрелковый батальон. С 24 октября 1893 года по 28 августа 1894 года проходил обучение в Офицерской стрелковой школе, которую окончил "успешно". 26 февраля 1896 года произведен в подполковники. 24 ноября 1898 года со своим батальоном, преобразованным и переименованным в 4-й Восточно-Сибирский стрелковый полк, был командирован в составе отряда для занятия крепости Порт-Артур.

### Китайский поход
В 1900 году при открытии военных действий против китайцев (во время Восстания ихэтуаней) 4-й Восточно-Сибирский стрелковый полк был назначен в состав Северо-Манчжурского отряда генерала Сахарова. Лечицкий с 2 ротами произвел 27 июля рекогносцировку г. Боянсу, занятого боксерами. С 4 по 6 августа в отряде Сахарова Лечицкий участвовал в бою у города Ажихэ. Командуя затем отдельным отрядом из 2 рот и 1 сотни охранной стражи КВЖД, Лечицкий выдержал 3 октября успешный бой с боксерами у д. Фонигоу, близ г. Куанченцзы. Когда в начале 1901 г. из войск южно-манчжурского отряда была организована экспедиция в Восточную Монголию, на г. Куло, Лечицкий командовал колонной, направленной для обеспечения важного ж.-д. узла в Кабанцзы.
Произведенный за боевое отличие в полковники, Лечицкий был назначен временно командующим 1-м Восточно-Сибирским стрелковым Е. В. полком и военным комендантом Мукдена. 2 сентября 1902 Лечицкий был назначен командиром 7-го Кавказского стрелкового батальона, но, не принимая его, 3 ноября получил в командование 24-й Восточно-Сибирский стрелковый полк.

### Русско-японская война
С полком в сентябре 1904 г. и выступил из Ляояна к Фынхуанчену и далее на Ялу. 11 апреля Лечицкому было поручено охранять участок реки Ялу от с. Сындягоу до с. Кулуза, на протяжении 18 верст, с отрядом из батальона 24-го Восточно-Сибирского стрелкового полка, роты 10-го Восточно-Сибирского стрелкового полка, 1-й Восточно-Сибирской горной батареи и 2 сотни Уссурийского казачьего полка. Совершив форсированный переход в 44 версты, Лечицкий на рассвете 12 апреля прибыл к устью р. Айхэ и занял своим отрядом назначенный участок, главным образом, против устья р. Айхэ — пункта важной переправы. 18 апр. разыгрался Тюренченский бой. Совершенно не ориентированный из штаба Восточного отряда, Лечицкий только 19-го получил от китайцев сведения о нём и потому 20-го отошел, а 21-го поступил в состав правой колонны Восточного отряда, отступавшей на Модулинский перевал. 1 мая все части Восточного отряда отошли к Ляндансяну, оставив на перевалах передовые части, в том числе на Модулинском — отряд Лечицкого из 24-го Восточно-Сибирского стрелкового полка с 2 орудиями и  сотней казаков 14 июня по приказанию начальника Восточного отряда 24-й Восточно-Сибирского стрелкового полка отошел к Тхавуану, образовав общий резерв. Не имея достоверных сведений о противнике, начальник Восточного отряда граф Келлер назначил в ночь на 21 июня усиленную рекогносцировку, во время которой Лечицкий с отрядом в 2 батальона должен был выяснить силы противника на правом гребне Уфангуанского перевала. Вся разведка свелась к ряду отдельных штыковых схваток с заставами японского сторожевого охранения. Определив, что первый гребень Уфангуанского перевала занимается целым полком, но без артиллерии, Лечицкий в 5 ч 30 мин утра стал отходить. Было уже светло, и потому при отступлении на Лидяпуза и далее вдоль большой дороги отряд Л. понес глав. потери — 12 оф. и 355 нижн. чин.; сам Лечицкий был контужен ружейной пулей прямо в правый висок. 4 июля Лечицкий принял участие в наступлении части Восточного отряда (26 батальонов) к Уфангуанского перевалу. За выдающееся мужество в предшествующих боях Лечицкий был награждён орденом святого Георгия 4 степени, а 11 августа пожалован флигель-адъютантом к Его Императорскому Величеству. 10 августа Лечицкий со своим полком и 4 батареями занял прав. участок Ляндасянской позиции у д. Кофинцзы, а 13 авг. утром на позицию 24-го Восточно-Сибирского стрелкового полка начали наступление части 1-й бригады японской гвардии генерала Асады Нобуоки, поддержанные сильным артиллерийским огнём, но потерпели полную неудачу. 8 раз японцы пытались овладеть окопами, но были отбиты  усилиями  стрелков 24-го полка, действовавших в  связи с артиллерией под общим руководством своего командира. Когда началось сосредоточение русской армии у Ляояна, Лечицкий с полком составил один из арьегардов III Сибирского корпуса, на которые была возложена тяжелая задача удерживать противника, пока не окончится переправа через Ванбатайский перевал всех обозов и артиллерии корпуса. С арьергардными боями Лечицкий 15 августа отошел на передовые Ляоянские позиции и расположился в окрестностях д. Мындяфан, а 16 августа занял участок на Цофантуньской позиции, который и оборонял упорно в дни Ляоянского сражения.
Во время шахейского наступления Лечицкий вошел в состав левой колонны III Сибирского корпуса и с 25 по 30 сентября участвовал в действиях этого корпуса у Бенсиху. В самом начале Мукденской операции, как только обнаружилось наступление японцев против Цинхеченского отряда, главнокомандующий направил из 2-й армии на поддержку бригаду генерал-майора Данилова (23-й и 24-й полки), которая в ночь на 15 февраля 1905 г. заняла позиции на Цанданских высотах, у д. Кудяза. На этих позициях до 23 февраля Лечицкий, совместно с другими частями отряда генерала Данилова, мужественно отбивал все атаки врага, пока не последовало приказание об отходе 1-й армии за реку Хуанхэ.
12 мая 1905 года Лечицкий был произведен за боевые отличия в генерал-майоры, а 5-го августа назначен командиром 1-й бригады 6-й Восточно-Сибирской стрелковой дивизии. 15 августа он был зачислен в Свиту Его Величества; 10 марта 1906 Лечицкий был назначен командующим 6-й Восточно-Сибирской стрелковой дивизией, а 21 июля — командующим 1-й гвардейской пехотной дивизией. Примечательно, что Платон Алексеевич не имел высшего военного образования, поскольку не окончил Николаевской академии Генерального штаба. 12 декабря 1906 года ему Высочайше пожалован мундир 24-го Восточно-Сибирского стрелкового полка, 26 августа 1908 года он был назначен командующим XVIII армейским корпусом. 5 октября 1908 произведен в генерал-лейтенанты (со старшинством от 14 февраля 1909 года) и 23 декабря 1910 года назначен командующим войсками Приамурского военного округа. С 1913 года — генерал от инфантерии (со старшинством от 14 февраля 1915 года).

### Первая мировая война
Настоящая слава нашла генерала с началом Первой мировой войны. В начале войны Лечицкий командовал группой войск, направленной на помощь 4-й армии после её неудачи у Красника. 9 августа 1914 года он встал во главе 9-й армии (начальник штаба — генерал-лейтенант А. А. Гулевич), и с ней прошел всю боевую кампанию. Наряду с брусиловской 8-й армией она оказалась наиболее боеспособным соединением всех российских вооруженных сил. Первые же действия Лечицкого на посту командарма сделали его известным как решительного, энергичного и инициативного военачальника. В ходе общего наступления Юго-Западного фронта 9-я армия опрокинула противостоявшего противника, 2 сентября 1914 года взяв австрийский город Сандомир и создав плацдарм на реке Сан для удара на Краков. За Галицийскую битву генерал Лечицкий первым в эту войну получил одну из самых высоких наград Русской Армии — Георгиевское оружие с бриллиантами. Всего в период 1914-1916 годов лишь восемь человек были удостоены этой награды.
Контрудар австро-германцев, последовавший в том же сентябре, вынудил 9-ю армию отступить и обороняться на линии Вислы в районе крепости Ивангород. В боях перед Ивангородом русские войска дождались поражения немцев под Варшавой и 13 октября перешли в контрнаступление. 2 ноября армия Лечицкого овладела низовьями Сана, вновь создав условия для наступления на Краков. За тяжелейшие бои под Ивангородом и разгром австрийской 1-й армии Платон Алексеевич был удостоен посетившим ставку Верховного Главнокомандующего Государем Императором ордена Святого Георгия 3-й степени «за форсирование вверенной ему армии, переправ на реке Висле от Сулиева до Новой Александрии включительно, чем было сломлено упорное сопротивление врага и при этом захвачено свыше 200 офицеров, 15 000 нижних чинов, 24 орудия и 36 пулеметов».
Следующий этап боевого пути 9-й армии — Карпатская операция (январь—апрель 1915 г.). В условиях нехватки снарядов главной задачей Лечицкого стала организация обороны и обеспечение войск тыловым снабжением. Для преодоления позиционного тупика на его армию была возложена сложная и ответственная операция по обходу австрийской обороны и наступлении в Буковине. В ходе этой операции следовало занять Будапешт, а затем совершить поворот на север и двигаться на Краков, сбивая врага последовательно с юга на север.
Боевые действия в горах существенно отличаются от действий в открытом поле. Поэтому Платон Алексеевич издал приказ, в котором говорилось: «Фронтальная атака в горах ведёт к огромным потерям и всё-таки не даёт решительного результата, почему во всех случаях следует применять обходы и притом достаточными силами». Благодаря этой тактике, в боях 16—18 марта под Хотином 2-м и 3-м кавалерийскими корпусами была разгромлена австро-германская армейская группа Маршаля, что позволило 9-й армии занять часть южно-карпатских перевалов.
Отличился в ходе Заднестровской операции 26 апреля — 2 мая 1915 г.
Успешному наступлению 9-й армии помешал германский Горлицкий прорыв, вынудивший русскую армию отступить. Победное шествие германской армии Маккензена на какое-то время было приостановлено конницей 9-й армии, которой командовал граф Ф. А. Келлер. Его кавалерия прорвала оборону австрийцев и вышла к реке Прут, взяв города Снятынь, Коломыю, Черновицы.
Тем не менее общий откат фронта продолжался. На фоне его 9-я армия проявила большую выдержку. Отдав австрийцам лишь район Черновиц, она сумела удержать свой фронт. Более того, передавая подкрепления соседям, армия Лечицкого старались постоянными контрударами сковать противника, чтобы не дать ему перебрасывать свои войска на другие участки фронта. В ходе атаки 19-24 мая 1915 г. на реке Прут 30-й армейский корпус А.М. Зайончковского взял 1,5 тыс. пленных. Это славное дело могло быть успешно развито, но главнокомандующий армиями фронта Н.И. Иванов вопреки доводам Лечицкого приказал отступать к Днестру.
За время своего 4-месячного отступления 9-я армия тем не менее взяла около 70 тысяч пленных, наградой за что Лечицкому стал орден Белого Орла с мечами. В середине октября расположение 9-й армии посетил объезжавший армии фронта император Николай II, выказавший её командующему своё расположение.
В начале марта 1916 года П. А. Лечицкий заболел крупозным воспалением лёгких. Лечил его Юлий Осипович Манасевич, будущий личный врач генерала Брусилова. Император Николай II во время очередного объезда фронта посетил больного Лечицкого в штабе армии в г. Каменец-Подольске 30 марта 1916 г.
9-я армия наносила в дни Луцкого («Брусиловского») прорыва (май-сентябрь 1916 гг.) вспомогательный удар, который должен был отвлечь противника от главного направления. Платон Алексеевич готовил свои войска к прорыву со всем тщанием. Им была придумана специальная должность – «полевой комендант». Он был обязан осуществлять постоянный контроль за боевыми участками, дабы ни разведчики, ни офицеры-наблюдатели, ни порученцы и прочие лица не оказались в зоне видимости противника. Русские аэростаты и аэропланы регулярно облетали позиции, внимательно фиксируя малейшие изменения, способные вызвать у австрийцев мысли о подготовке наступления. В обстановке строжайшей секретности удалось отстроить новые плацдармы на расстоянии 100-150 метров от вражеских линий обороны. На многих участках австрийцы растянули колючую проволоку до 70 рядов, а кое-где пустили по ней ток, но мощный и точный артиллерийский удар, согласованный с пехотными начальниками до мелочей, помог прорвать оборону противника.
За 19 дней 9-я армия продвинулась на 50 км — больше, нежели соседние армии. В Доброноуцком сражении ею была разгромлена 7-я австро-венгерская армия. В плен к русским попали около 38 тысяч солдат, более 750 офицеров и 1 генерал, были захвачены 60 орудий и 170 пулеметов. Австрийцы потеряли в бою 70 тысяч человек. Кроме того, Лечицкий заставил уйти немецкие войска, которые торопились поддержать союзников.
18 июня 1916 г. 9-я армия взяла сильно укрепленный город Черновцы, неофициальную столицу Буковины. Сделано это было вопреки приказу Брусилова, требовавшего как можно быстрее повернуть на Галич и Станиславов. Лечицкий, однако, понимал, что оставлять на левом фланге недобитую группировку и базу в крупном городе опасно. Лишь покончив с нею, он двинул свои войска на Станиславов и 11 августа взял его.
Наградой Лечицкому за активное участие в Брусиловском прорыве стал орден Святого Александра Невского с мечами. В том же 1916 году император Николай II по представлению протопресвитера военного и морского духовенства Георгия Щавельского удостоил священника Алексия Лечицкого (отца генерала) ордена Святого Владимира 4-й степени «в воздаяние заслуг сына», а архиепископ Могилевский и Мстиславский Константин (Булычев) по благословению Святейшего Синода возвел его в сан протоиерея.
Осенью 1916 года центр тяжести Юго-Западного фронта переместился на юг в связи с тем, что на стороне России в войну вступила Румыния. Правда, эти союзники тут же оказались тяжелой обузой для русской армии — они были практически небоеспособны и сразу начали терпеть тяжелые поражения от австро-венгерских войск.
В этой ситуации П. А. Лечицкий держал на себе растянутый на 320 километров фронт в течение двух месяцев, отражая яростные атаки двух вражеских армий. Героизм его войск на месяц отсрочил падение Бухареста. В конце концов 24 ноября 1916 года на этом участке был создан новый фронт — Румынский, в состав которого и вошла 9-я армия. Главнокомандующим этим фронтом Лечицкий не стал по единственной причине — он не владел французским языком, на котором предстояло общаться с румынскими союзниками.

### Судьба после революции
После Февральской революции, не примирившись с новыми порядками, оставил командование армией. Выдвигался на пост помощника главнокомандующего Румынского фронта вместо ушедшего в отставку генерала Сахарова. С 18 апреля 1917 года в распоряжении военного министра. С 7 мая 1917 года в отставке. Отказался от должности главнокомандующего армиями Западного фронта. Остался жить в Петрограде.
3 декабря 1919 года арестовывался за продажу своих вещей на рынке, но на следующий день был освобождён. С января 1920 года — в РККА, инспектор пехоты и кавалерии Петроградского ВО. В 1921 году арестован, содержался в Таганской тюрьме Москвы, где и умер от истощения 18 февраля 1923 года.
По другим данным[каким?], вторично арестован 8 марта 1920 года как руководитель контрреволюционной военной организации. Осужден на 2 года заключения. Умер 2 февраля 1921 года в 1 Московской тюремной больнице.

## Мнения и оценки
Маршал А. М. Василевский в воспоминаниях:

9-й армией командовал генерал П. А. Лечицкий, единственный в то время командующий армией, вышедший не из офицеров Генерального штаба, то есть не получивший высшего военного образования. Но зато это был боевой генерал: в русско-японской войне он командовал полком и был известен в войсках как энергичный военачальник…
Генерал Лечицкий часто бывал в войсках, и мне не раз приходилось видеть его в различной фронтовой обстановке. Малоразговорчивый, но довольно подвижный, мне, молодому офицеру, он показался, однако, несколько дряхлым.
— Василевский А. М. Дело всей жизни. — М.: Политиздат, 1978. — 552 с. — Глава «Крещение огнём».
Из воспоминаний бывшего военного министра Временного правительства и впоследствии советского военного деятеля А.И. Верховского:

...Маленький, сухой старичок, весь белый, с большими белыми усами, с упорным взглядом узких, недоверчиво смотревших глаз, этот генерал отличался большой честностью, военным чутьем и осторожностью. Мало того, он по-своему любил солдат, изучал и знал их положительные и отрицательные черты. Вся его деятельность была подчинена правилу: семь раз отмерь и только потом отрежь. И нужно сказать, что в тех условиях, в которых находились войска, при том явно выраженном нежелании солдат воевать это была единственно возможная линия.
Лечицкий выдвинулся во время русско-японской войны именно этими качествами. Он с большим вниманием следил и за настроением бойцов, и за тем, чтобы они были сыты, одеты и обуты. «Солдат без подошв — не солдат», — любил говорить Лечицкий и никогда не требовал от своих частей усилий, которые были выше их возможностей.
Хороших командиров во время русско-японской войны было мало. Лечицкого заметили и назначили сначала командиром полка, потом командиром дивизии. Не будь войны, он, покомандовав батальоном, должен был бы, как и большинство армейских пехотинцев, уйти в отставку. Полки в царской армии давали гвардейцам да офицерам Генерального штаба и лишь в порядке исключения — простым армейским офицерам. Но война помогла выявить его некричащее, но подлинное военное дарование. Что ему вредило, так это суровый взгляд из-под нахмуренных бровей. Нелегко было за ними разглядеть в этом маленьком человеке большое, честное и полное любви к людям сердце. 
— Верховский А. И. На трудном перевале. — М.: Воениздат, 1959. — 448 с. (Военные мемуары)
Анонимная публикация в газете «Новое время» от 25 (12) марта 1917 года:

Старый заслуженный воин-солдат генерал Лечицкий назначен главнокомандующим вместо Эверта. Лечицкого знает вся русская армия. Он заслужил себе боевой имя еще в японскую компанию, а в дни этой войны явился главным участником нашего наступления в Галицию и Карпаты, отбил Австрийцев от Люблина, вторгся в неприятельские пределы, прошел Буковину, а в последнее время сидел в Лесистых Карпатах. Судьба не раз меня сталкивал с генералом Лечицким, приходилось с ним говорить, наблюдать его в боевой обстановке и всегда поражал необыкновенная простота, прямота и твердость этого человека. 
Сын сельского священника, достигший всего без всякой протекции исключительно своими дарованиями, генерал Лечицкий никогда не закрывал глаза на наши военные недочеты, но твердо верил в русского солдата и в судьбу России. 
В дни, когда говорят о демократизации армии, об общественных правах солдат, когда бросаются незаслуженные обвинения офицерам, ничем не отличающимся на войне от солдат, - лучшего главнокомандующего трудно было бы найти. 
Твердая воля, решимость, умение схватывать обстоятельства и сообразоваться с обстановкой, понимание солдата – вот те качества, которые отличают нового главнокомандующего. 
Главнокомандующий Лечицкий не столько генерал, сколько воин-солдат.
АИК— [А. И. К. Новый главнокомандующий ген. Лечицкий. Новое время от 25 (12) марта 1917 года]

## Награды
- Орден Святого Станислава 3-й степени. (1887)
- Орден Святой Анны 3-й степени (22.11.1893)
- Орден Святого Станислава 2-й степени. (11.09.1895)
- Орден Святой Анны 2-й степени (01.05.1900)
- мечи к ордену Святого Станислава 2-й степени. (1901)
- Орден Святого Владимира 4-й степени с мечами и бантом (11.11.1903 года - за отличие в делах против китайцев)
- Золотое оружие (09.12.1904 года - за отличие в делах против японцев)
- Орден святого Георгия 4-й степени (13.02.1905)
- Орден Святого Владимира 3-й степени с мечами (04.01.1905 - за отличие в делах против японцев)
- Орден Святого Станислава 1-й степени с мечами (15.08.1907 - за боевые отличия)
- Орден Святой Анны 1-й степени (1911)
- Орден Святого Владимира 2-й степени (1913)
- Георгиевское оружие с бриллиантами (29.09.1914 года - за бои с 21 августа по 10 сентября 1914 года)
- Орден святого Георгия 3-й степени (22.10.1914 - за форсирование вверенною ему армиею переправ на реке Висле от Сулиева до Новой Александра включительно, чем было сломлено упорное сопротивление врага и при этом захвачено свыше 200 офицеров, 15000 нижних чинов, 24 орудия и 38 пулеметов). Пожалован, посетившим ставку Верховного Главнокомандующего Государем Императором.
- Орден Белого Орла с мечами (13.10.1915)
- Орден святого Александра Невского с мечами (06.07.1916)

Иностранные ордена:
- китайский орден Двойного Дракона 3-й ст. 1-го класса
- большой крест ордена Короны Румынии
- большой крест ордена Звезды Румынии с мечами (1917)[7]

Медали:
- Серебряная медаль «За поход в Китай» на Андреевско-Владимирской ленте.
- Светло-бронзовая медаль «В память Японской войны 1904-1905» на Александровско-Георгиевской ленте с бантом.
- Медаль Красного Креста «В память русско-японской войны» на Александровской ленте.